# Darabani
Darabani – miasto w Rumunii (okręg Botoszany, Mołdawia).